# Universität Camerino
Die Universität von Camerino (italienisch Università degli Studi di Camerino; lateinisch Siciliae Studium Generale) ist eine Universität in Camerino in der Region Marken, Italien. Sie gilt als eine der ältesten Universitäten der Welt.

## Geschichte
Am 29. Januar 1377 sicherte Papst Gregor XI. Camerino zu, eine Universität gründen zu dürfen. Unterrichtet wurde hauptsächlich Jurisprudenz. Erste Nachweise einer Universität in Camerino gehen zurück bis ins Jahr 1336.
Offiziell anerkannt wurde die Universität 1727 durch Papst Benedikt XIII.
Nach der Annexion der Marken durch Italien im Jahr 1860 wurde die Universität als „freie Universität“ betrachtet. Staatliche Universität wurde sie 1958.

## Fakultäten
Die Universität hat fünf Fakultäten:
- Architektur (in Ascoli Piceno)
- Jura
- Naturwissenschaften und Technik
- Pharmazie
- Veterinärmedizin

## Bekannte Hochschullehrer und Absolventen
- Eva Cantarella, Historikerin
- Maffeo Pantaleoni, Volkswirtschaftler
- Franco Rollo, Biologe
- Salvatore Satta, Jurist und Schriftsteller
- Giuseppe Sermonti, Genetiker und Mediziner

## Weiteres
- Arboretum Apenninicum
- Orto Botanico dell’Università di Camerino, botanischer Garten der Universität von Camerino